# Khedive

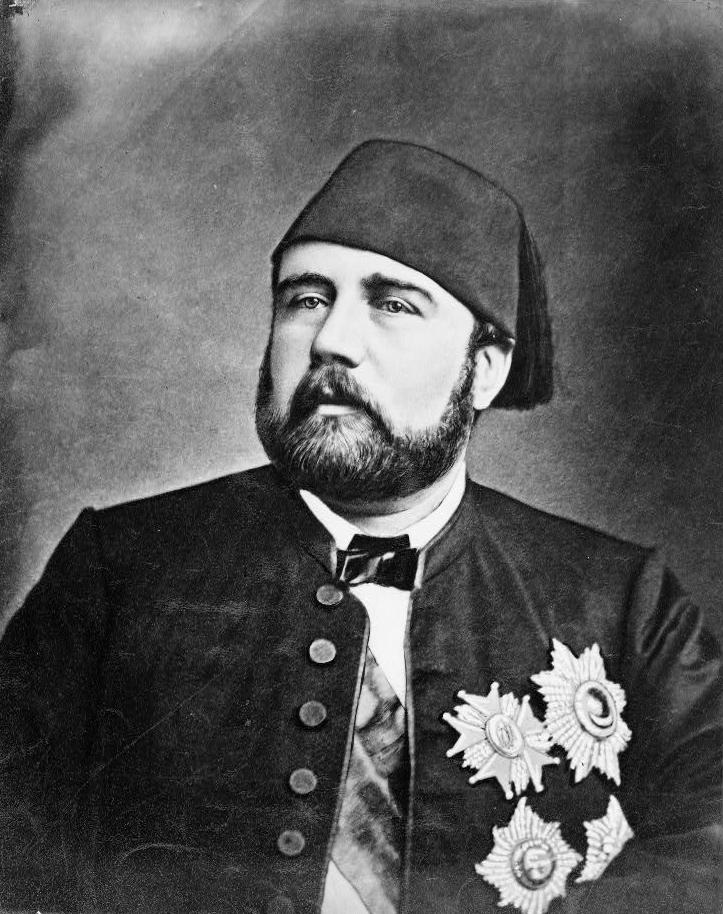
Ismail Pascha (Khedive von 1867–1879)

Khedive, seltener oder veraltet Chedive (osmanisch خدیو Hıdiv, DMG ḫidīw), war ein Titel, der den Gouverneuren der osmanischen Provinz Ägypten von 1867 bis 1914 verliehen wurde. 

## Hintergrund
Ägypten wurde 1517 durch das Osmanische Reich erobert. Unter Muhammad Ali Pascha erreichte das Land, in der ersten Hälfte des 19. Jahrhunderts, eine relative Unabhängigkeit. Die Dynastie des Muhammad Ali konnten unter formeller osmanischer Oberherrschaft eine gewisse Selbständigkeit erringen. Durch den Titel eines Khediven, anstelle des bisher verwendeten Wālī (Gouverneur), sollte die Sonderstellung Ägyptens zum Ausdruck gebracht werden. Das Land befand sich unter nomineller Oberhoheit des Osmanischen Reichs, war aber faktisch unabhängig und zunehmend unter den Einfluss der europäischen Großmächte, vor allem Großbritanniens, geraten.
Bereits Muhammad Ali Pascha war 1845 der Titel Khedive von der Hohen Pforte verliehen worden, er hatte diesen Titel jedoch selbst niemals gebraucht. Nach dem Tode seines Nachfolgers Muhammad Said am 18. Januar 1863 wurde Ismail Pascha zum Wālī proklamiert. Er bekam 1867, gegen die Verdoppelung des Tributs an das Osmanische Reich, von Sultan Abdülaziz den erblichen Titel Khedive verliehen.
Im Anglo-Ägyptischen Krieg erfolgte 1882 die Besetzung des Landes durch britische Truppen unter Garnet Joseph Wolseley. Großbritannien übernahm die Kontrolle über das Land, ohne dessen formelle Zuordnung zum Osmanischen Reich zu beenden. Der Khedive von Ägypten blieb formell weiterhin Vasall der Osmanen. Die britische Herrschaft wurde durch den Generalkonsul vertreten, der als Berater des Khediven der tatsächliche Herrscher des Landes war.
Nach dem Kriegseintritt des Osmanischen Reichs auf deutscher Seite in den Ersten Weltkrieg am 1. November 1914 und der anschließenden Ausrufung des britischen Protektorats über Ägypten wurde der Titel in Sultan geändert, um die Lösung Ägyptens vom Osmanischen Reich zu verdeutlichen. Ab 1922, nach der formellen Unabhängigkeit Ägyptens, trugen die Herrscher den Titel König (arab. Malik).
Der Titel Khedive hat die ungefähre Bedeutung wie „(Groß-)Wesir“, „Fürst“ oder „Herr“ (englisch „Lord“). Ein Khedive stand im Rang über dem des Feldmarschalls, an dritter Stelle des Protokolls für Staatsbedienstete nach dem Sadrazam und dem Scheichülislam stehend.

## Khediven von Ägypten
- Ismail Pascha (1867–1879)
- Tawfiq (1879–1892)
- Abbas Hilmi II. (1892–1914)